# Mežvidi (stacja kolejowa)
Mežvidi (ros. Межвиди) – stacja kolejowa w miejscowości Mežvidi, w gminie Kārsava, na Łotwie. Leży na linii dawnej Kolei Warszawsko-Petersburskiej.
Stacja powstała w XIX w. pomiędzy stacjami Rzeżyca a Korsówka.